# Jan Bęklewski
Jan Bęklewski herbu Nałęcz – podstoli brasławski w latach 1691–1704, podstarości brzeskolitewski w latach 1680–1704, sędzia grodzki brzeskolitewski w latach 1670–1679.
W 1674 roku był elektorem Jana III Sobieskiego z województwa brzeskolitewskiego.